# بيرة لر شاه قاسم
بيرة لر شاه‌ قاسم هي قرية في مقاطعة كليبر، إيران. عدد سكان هذه القرية هو 202 في سنة 2006.